# Эньян (коммуна)
Энья́н (фр. Aignan) — коммуна во Франции, находится в регионе Юг — Пиренеи. Департамент — Жер. Административный центр кантона Эньян. Округ коммуны — Миранд.
Код INSEE коммуны — 32001.

## География

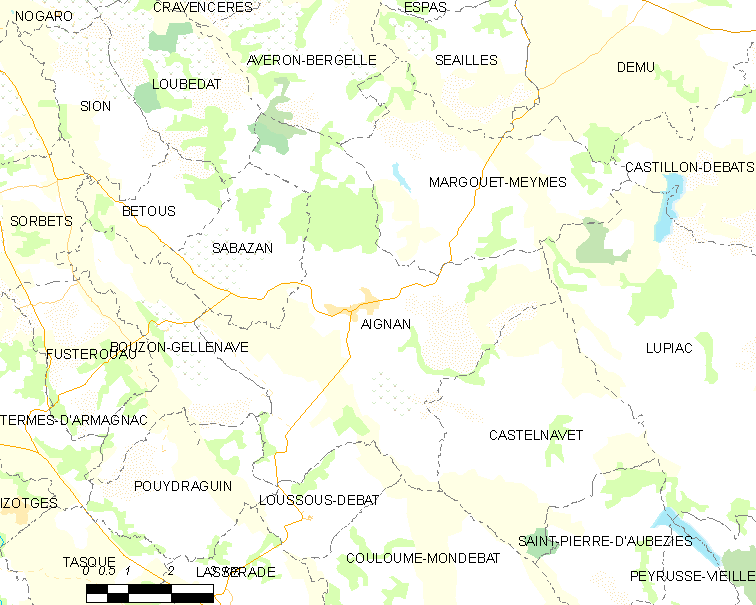
Карта коммуны

Коммуна расположена приблизительно в 600 км к югу от Парижа, в 110 км западнее Тулузы, в 45 км к западу от Оша.
По территории коммуны протекают реки Дуз и Пети-Мидур.

## Климат
Климат умеренно-океанический. Лето жаркое и немного дождливое, температура часто превышает 35 °С. Зимой часто бывает отрицательная температура и ночные заморозки. Годовое количество осадков — 700—900 мм.

## Население
Население коммуны на 2010 год составляло 775 человек.
| 1962 | 1968 | 1975 | 1982 | 1990 | 1999 | 2010 |
| ---- | ---- | ---- | ---- | ---- | ---- | ---- |
| 898  | 965  | 932  | 941  | 921  | 844  | 775  |

## Администрация
| Период | Период | Фамилия       | Партия                  | Примечания |
| ------ | ------ | ------------- | ----------------------- | ---------- |
| 2001   | 2006   | Кристиан Вьен | Социалистическая партия |            |
| 2006   | 2020   | Филипп Барато | Социалистическая партия |            |

## Экономика
В 2010 году среди 442 человек трудоспособного возраста (15-64 лет) 300 были экономически активными, 142 — неактивными (показатель активности — 67,9 %, в 1999 году было 70,2 %). Из 300 активных жителей работали 271 человек (147 мужчин и 124 женщины), безработных было 29 (15 мужчин и 14 женщин). Среди 142 неактивных 22 человека были учениками или студентами, 69 — пенсионерами, 51 были неактивными по другим причинам.

## Достопримечательности
- Церковь Св. Сатурнина[фр.] (XII век). Исторический памятник с 1927 года[4]
- Церковь Св. Иакова (XV век). Исторический памятник с 1979 года[5]

## Города-побратимы
- Вильбургштеттен (Германия)

## Фотогалерея

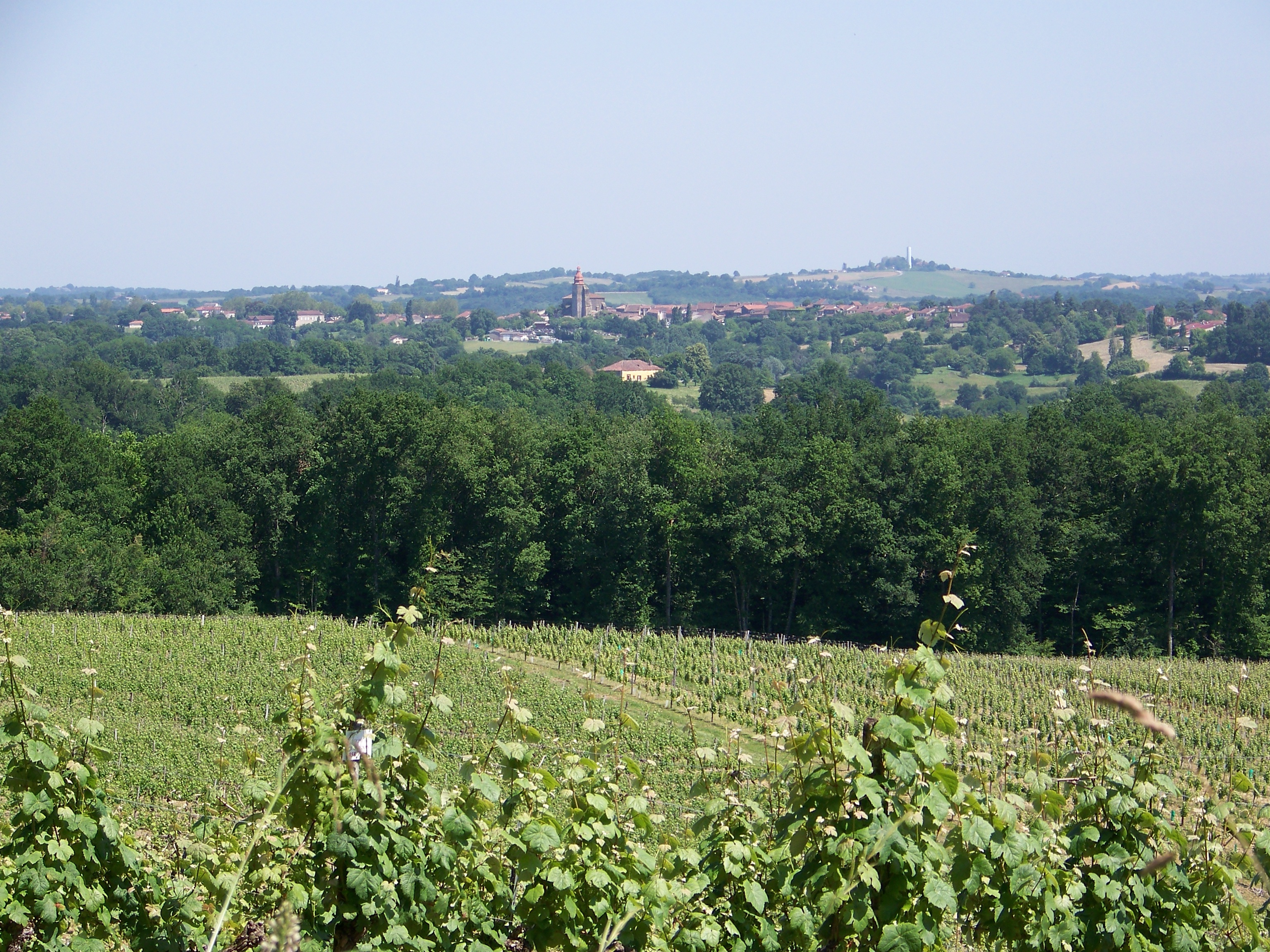
Эньян и виноградники Сен-Мон
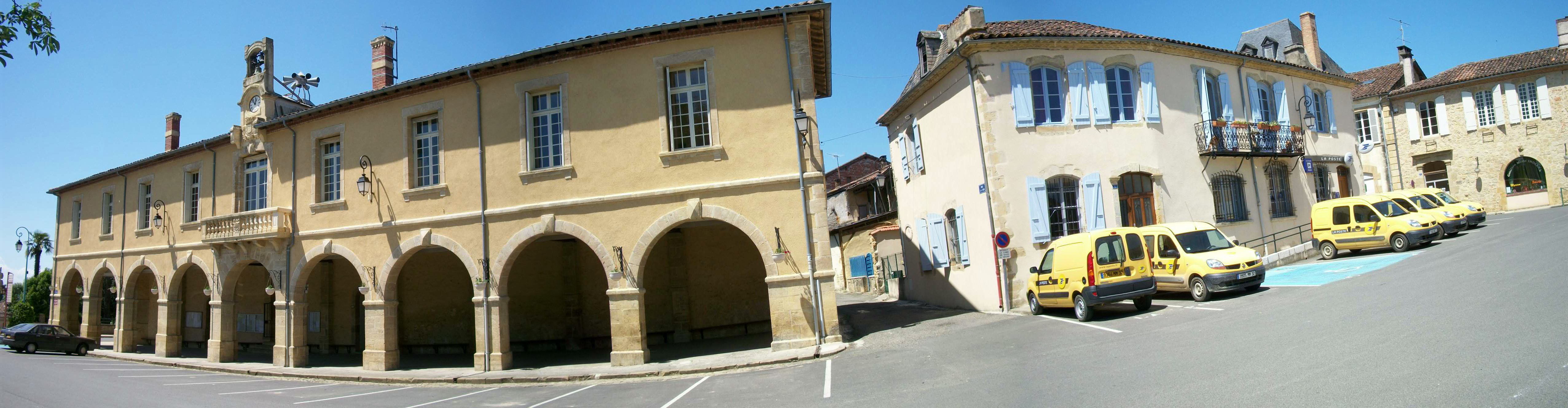
Мэрия и почта
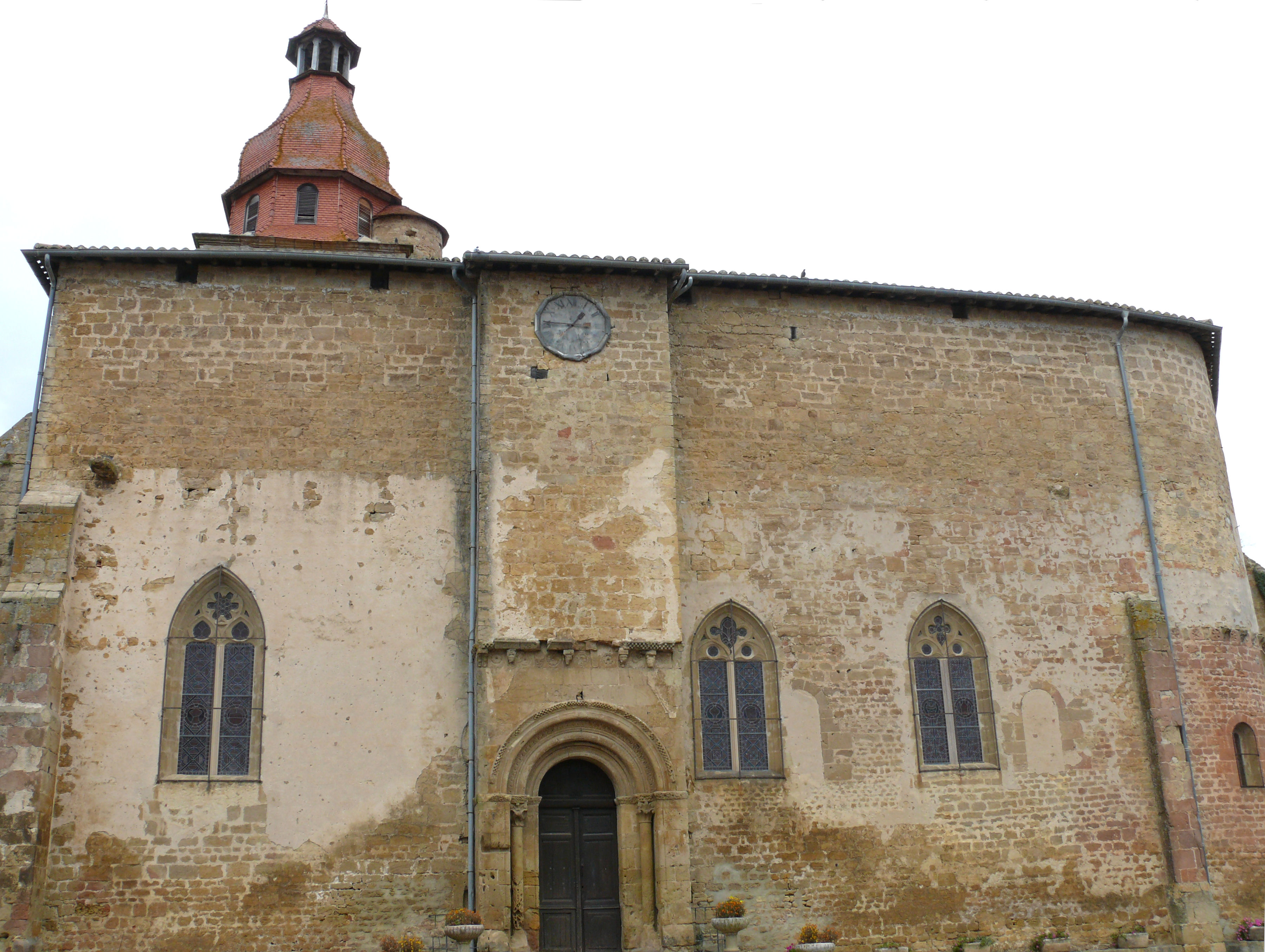
Церковь Св. Сатурнина
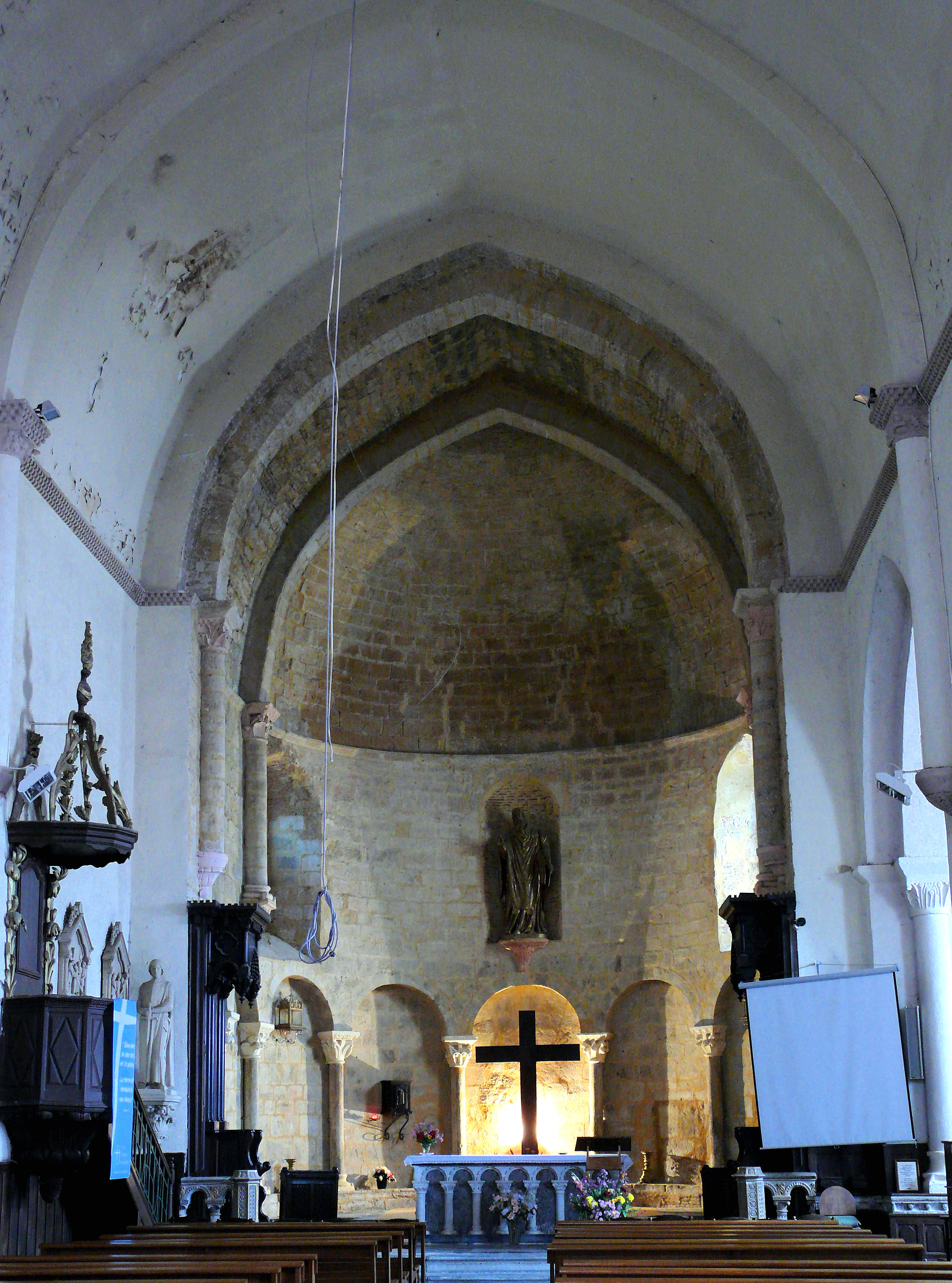
Интерьер церкви Св. Сатурнина
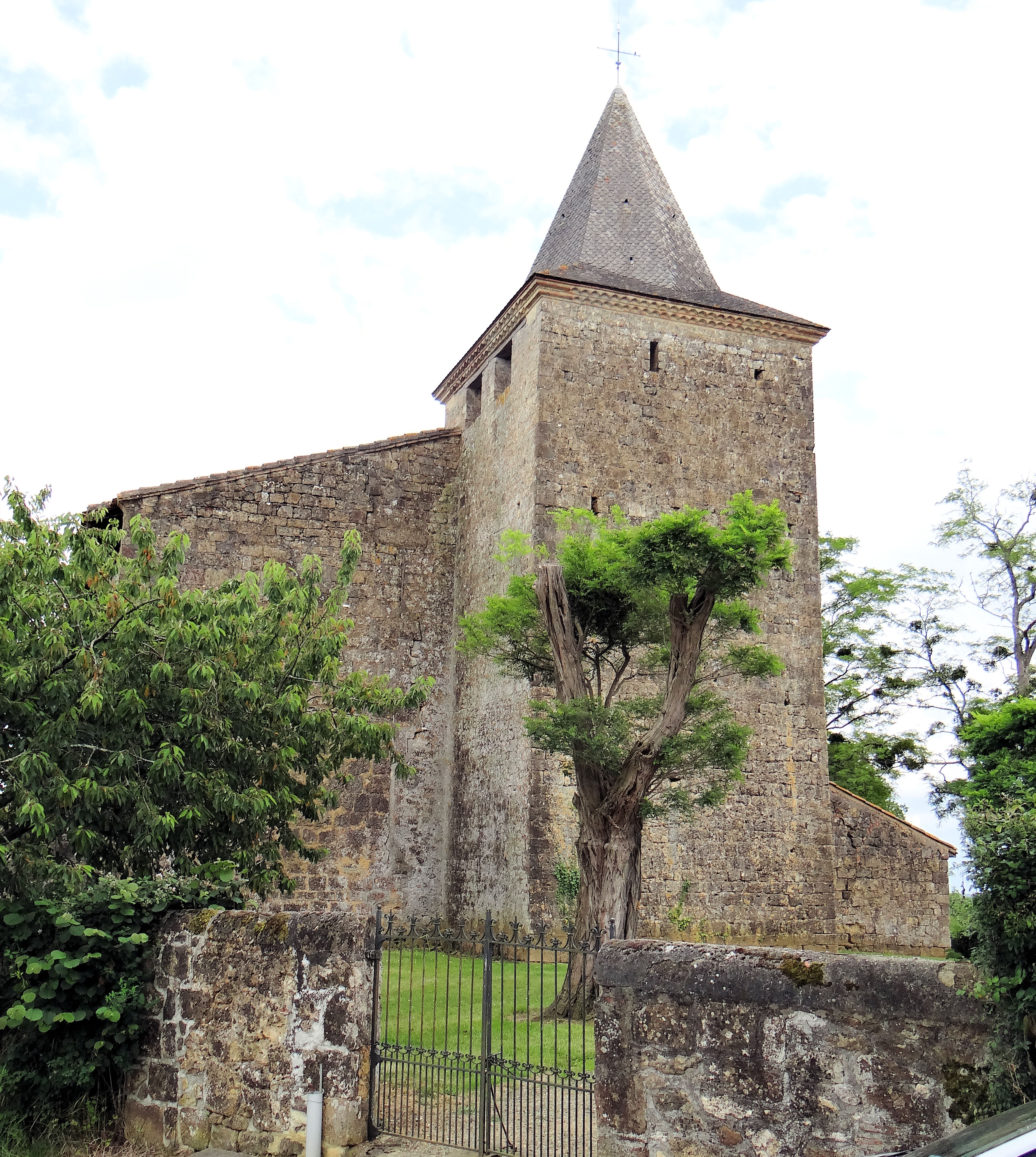
Церковь Св. Иакова
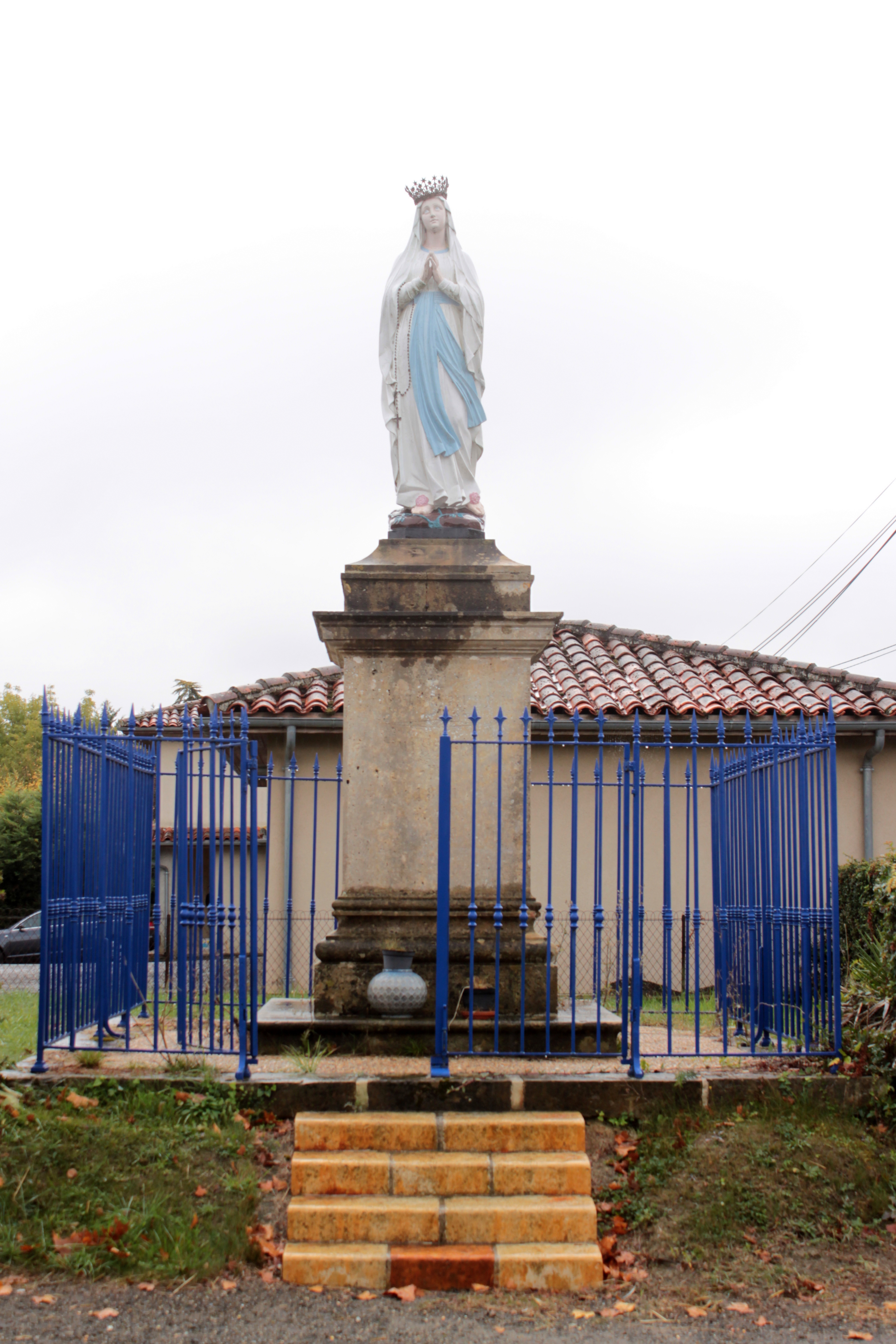
Статуя Девы Марии